# Marc Lee

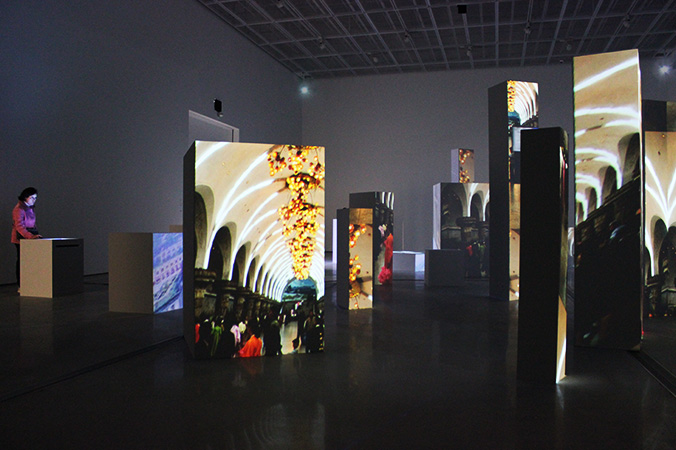
10.000 moving cities, 2013, National Museum of Modern and Contemporary Art, Seul, Coreia

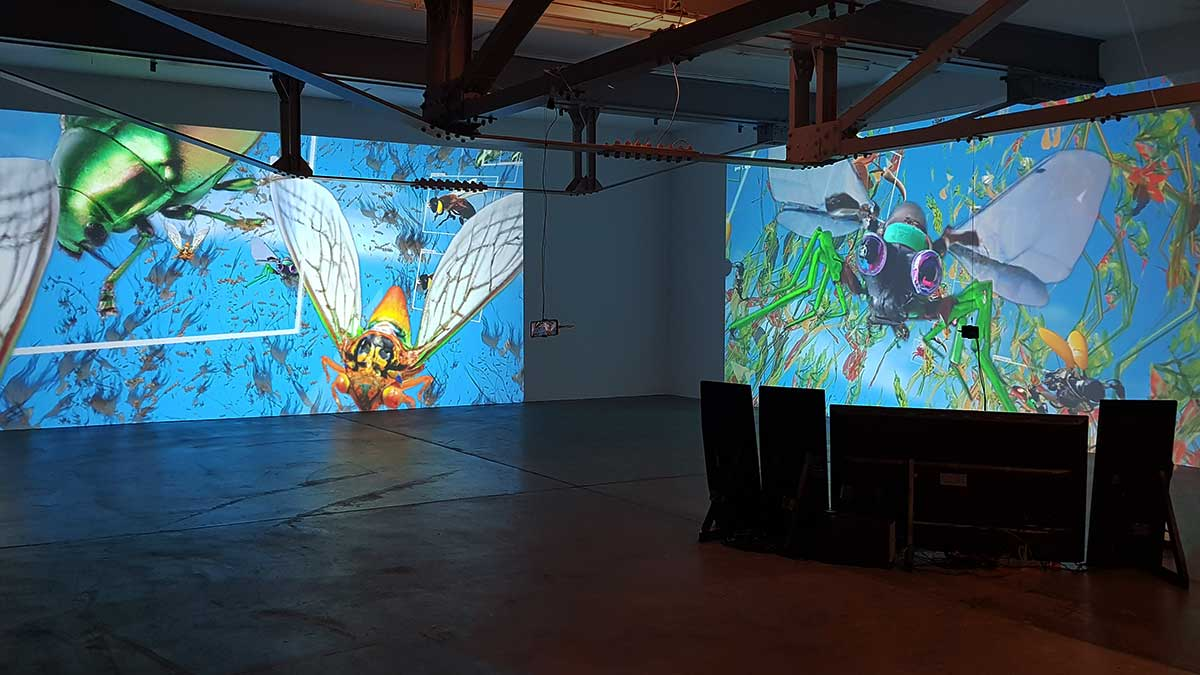
Speculative Evolution, 2024, Kunsthalle Schaffhausen, Suíço

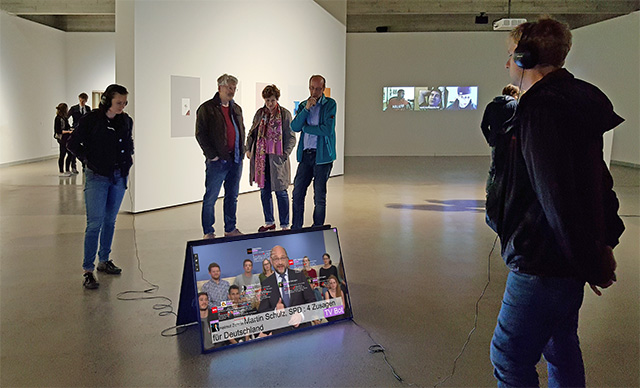
TV Bot, 2017, Port25, Mannheim, Alemanha

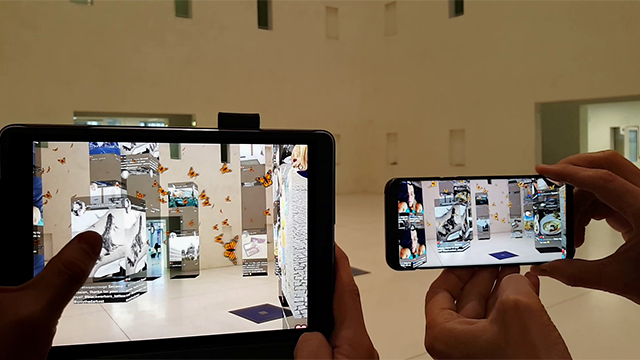
10.000 Moving Cities, Augmented Reality, 2018, Stadtbibliothek, Stuttgart, Alemanha

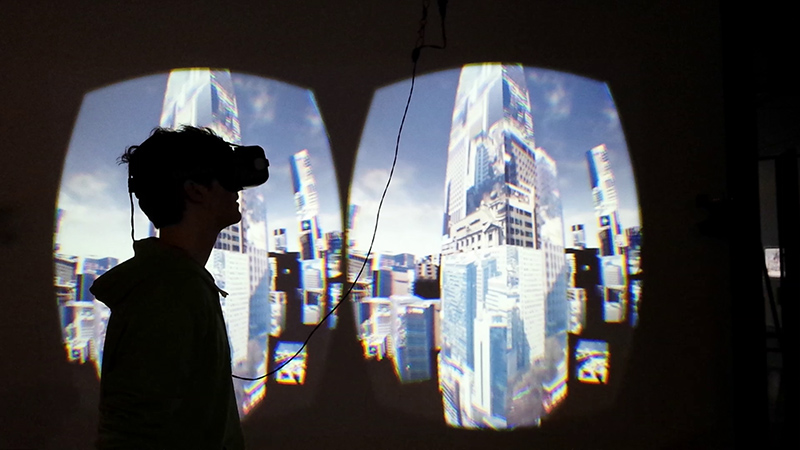
10.000 Moving Cities, Virtual Reality, 2015, ZKM, Karlsruhe, Alemanha

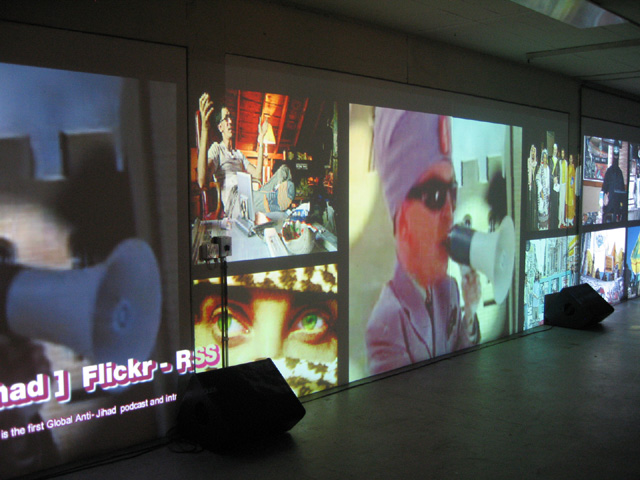
Breaking The News, 2007, Dock 18, Zurique, Suíço

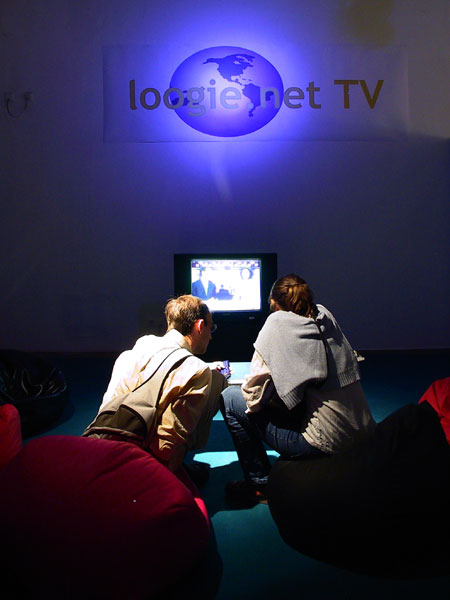
Loogie.net TV, 2004, Ars Electronica, Linz, Áustria

Marc Lee (1969), é um artista suíço de novas mídias que trabalha nos campos de arte de instalação interativa, arte da internet, arte de desempenho e arte de vídeo.

## Biografia
Lee nasceu em 1969 em Knutwil, na Suíça. Estudou na instalação da Universidade de Arte e Design de Basileia e na arte das novas mídias da Universidade de Artes de Zurique até 2003.
As obras de Marc Lee, que focam instalações audiovisuais programadas por computador e processadas em tempo real, vêm sendo exibidas em importantes museus e exposições de nova mídia arte, incluindo: ZKM Karlsruhe, New Museum New York, Transmediale Berlin, Ars Electronica Linz, SESI Gallery São Paulo

## Algumas exposições (seleção)
- 2021 - Tempo Tempestuoso, Centro Cultural Suíço, Paris, França
- 2021 - HeK Net Works - Marc Lee: Bobi Wine vs Museveni, Casa das Artes Electrónicas, hek.ch, online
- 2021 - HMKV Vídeo do Mês - Marc Lee: Corona TV Bot, Hartware Medien Kunst Verein, Dortmund, Alemanha
- 2020 - Unfiltered, SPACE10, Nova Deli, Índia[2]
- 2020 - Stormy Weather, Kunstraum Niederoesterreich, Viena, Áustria
- 2020 - Schafhof - Centro Europeu de Arte Jardim de escultura da Alta Baviera, Freising, Alemanha[3]
- 2019 - Simpósio Internacional de Arte Eletrônica (ISEA) exposição juramentada, Asia Culture Center (ACC), Gwangju, Coréia do Sul
- 2019 - FILE SAO PAULO 2019, Festival Internacional de Linguagem Eletrônica Galeria SESI, São Paulo, Brasil
- 2019 - CYFEST-12: ID, Festival Internacional de Arte na Mídia, São Petersburgo, Rússia
- 2019 - Moving Cities, Roehrs & Boetsch, Zurique, Suíça
- 2019 - NEWSBODY - BONE Performance Art Festival, Schlachthaus Theater, Berna, Suíça
- 2019 - Festival Piksel19, BEK - Centro de Arte Eletrônica de Bergen, Bergen, Noruega
- 2019 - 10.000 Cidades em Movimento, Tela COMO SKT Tower 65 Eulji-ro Jung-gu, Seul, Coreia do Sul
- 2019 - Friends - AI & User-Generated content, PRE livepool - Phoenix Creative Park, Hangzhou, China
- 2019 - The Kind Stranger, Exposição inaugural do novo Centro da UNArt, Xangai, China
- 2019 - Festival Toronto New Wave (TNW), Daniels Spectrum, Toronto, Canadá
- 2019 - Research Technology Urbanity, Schafhof - European Center for Art Upper Bavaria, Freising, Alemanha
- 2019 - xCoAx 2019, 7th International Conference on Computation - Communication - Aesthetics and X, Milão, Itália
- 2019 - Belfast Photo Festival, Galeria de Fios de Ouro, Belfast, Irlanda do Norte
- 2019 - Porquê Eleger, Polit-Forum, Berna, Suíça
- 2019 - Non-Places, Annka Kultys Gallery, Londres, Inglaterra
- 2019 - F(r)iction, Kona Gallery and Lodhi Art Festival, Nova Deli, Índia
- 2019 - Art Souterrain - Festival de Arte Contemporânea, World Trade Centre, Montreal, Canadá
- 2018 – 10.000 Moving Cities - Same but Different - AR, Stadtbibliothek, Stuttgart, Alemanha
- 2018 – 8ª TADAEX | Exposição Anual de Arte Digital de Teerã, Galeria Mohsen, Teerã, Irã
- 2018 – Artificial Paradise?, Künstlerhaus Halle für Kunst & Medien, Graz, Áustria
- 2018 – Fak'ugesi Digital Africa Festival, Wits Art Museum, Joanesburgo, África do Sul
- 2018 – Algorithmic Lifestyle, Roehrs & Boetsch, Zurique, Suíça
- 2018 – Cairotronica 18, Palace Of Arts - Complexo de Ópera, Cairo, Egito
- 2018 – Same but Different, Synthesis Gallery, Berlim, Alemanha
- 2018 – The Wrong New Digital Art Biennale, UCSC Digital Arts Research Center, Santa Cruz CA, EUA
- 2018 – GLOBAL CONTROL & CENSORSHIP exposições em Białystok, Debrecen, Praga, Riga e Vilnius
- 2017–2018 – Aestetic of Changes, MAK - 150 Years of the Université des arts appliqués de Vienne, Áustria
- 2017–2018 – Open Codes, ZKM, Karlsruhe, Alemanha[4]
- 2017 – VIRTUALITIES AND REALITIES, RIXC Art Science Festival, Center for New Media Culture, Riga, Letónia[5]
- 2017 – Farewell Photography - No Image Is an Island, Port25 and Bookstore Thalia, Mannheim, Alemanha
- 2017 – Bubbling Universes, FILE FESTIVAL, São Paulo, Brasil[6]
- 2017 – DEMO DAY, Kunstraum LLC, Brooklyn Nova Iorque, EUA
- 2017 – Non-Places, Galerie b, Stuttgart, Alemanha[7]
- 2017 – The Unframed World, HeK, Basel, Suíça[8]
- 2017–2021 – Doomsday - end without end, Musée d'histoire naturelle de Berne, Suíça
- 2016–2017 – New GamePlay, Nam June Paik Art Center, Seul, Coreia[9]
- 2016 – The Show Must Go On, Situations, Fotomuseum Winterthur, Suíça[10]
- 2016 – Biennial Update_6/ NTAA, Zebrastraat Ghent, Bélgica
- 2016 – PHOTOFAIRS, Shanghai, International Art Fairs, Shanghai, China
- 2016 – Cinnamon Colomboscope, Colombo, Sri Lanka
- 2016 – Festival IMAGES, Vevey, Suíça
- 2016 – GROSS, Museum der Kulturen Bâle, Suíça
- 2015–2016 – GLOBALE: Infosphäre, ZKM Karlsruhe, Alemanha[11]
- 2015–2016 – GLOBALE: GLOBAL CONTROL AND CENSORSHIP, ZKM Karlsruhe, Alemanha[12]

## Prêmios (seleção)
- 2020 – Pro Helvetia Research Residency, Nova Deli e Calcutá, Índia
- 2017 e 2018 - pré-seleção do Net-Based Art Award, Revista Kunstbulletin e HeK, Suíça
- 2017 – Bogdanka Poznanović Award for the best Media Installation, Live piece, Software, URL, 21st Videomedeja, Sérvia
- 2015 – Social Media Art Award, Phaenomenale 2015, Wolfsburg, Alemanha
- 2014 – Japan Media Arts Festival, Art Division, Jury Selection, Tóquio, Japão
- 2010 – ZKM Stipend, Karlsruhe, Alemanha
- 2009 – Pro Helvetia Artiste en résidence à Bangalore, Índia
- 2008 – SuMa Award 2008, Berlim, Alemanha
- 2008 – Netart Award 2008, Hamburgo, Alemanha
- 2006 – Viper International Award 2006 in the category "Transposition", Basileia, Suíça
- 2004 – Switch Award 2004, Nomination, Berna, Suíça
- 2003 – tpc CreaTVty award 2003 of new media, TPC Zurique, Suíça
- 2003 – Prix étudiant Zurich University of the Arts, Suíça
- 2003 – Honorary Mentions, media art festival Ars Electronica Prices, Linz, Áustria
- 2002 – Transmediale Award 2002 in the category "Software", Berlim, Alemanha
- 2002 – Transmediale Public Vote Award 2002 in the categories "Interaction" and "Software", Berlim, Alemanha
- 2002 – Transmediale 2002 "Honorary Mention" in the category "Interaction", Berlim, Alemanha
- 2002 – Read_Me Festival 2002, "Honorary Mention", Moscou, Rússia
- 2002 – Viper Swiss Award 2002 "for Newcomers", Basileia, Suíça

## Catálogos e publicações (seleção)
- 2020 – post-futuristisch, KUNSTFORUM International Bd. 267, Revista[13]
- 2019 – LUX AETERNA - ISEA 2019 Art, Catalogue [14]
- 2019 – xCoAx 2019: Proceedings of the Seventh Conference on Computation, Communication, Aesthetics and X [15]
- 2019 – FILE SÃO PAULO 2019: 20 Years of FILE 20 Years of Art and Technology ISBN 9788589730297
- 2019 – Research TECHNOLOGY URBANITY, Schafhof - Centro Europeu de Arte da Alta Baviera [16]
- 2019 – Marc Lee: Non-Places, Annka Kultys Gallery
- 2018 – The Internet of other people’s things, Book ISBN 978-3-9504200-1-2
- 2018 – Faceless – Re-inventing Privacy Through Subversive Media Strategies ISBN 978-3-11-052771-1
- 2018 – Medienkunst in der Schweiz/ Media Arts in Switzerland ISBN 978-3-85616-867-4
- 2017 – Farewell Photography, Biennale für aktuelle Fotografie ISBN 9783960982050
- 2017 – Bubbling Universes – FILE SÃO PAULO 2017 ISBN 9788589730235
- 2017 – THE UNFRAMED WORLD, Virtual Reality as Artistic Medium, Sabine Himmelsbach(ISBN 978-3-85616-850-6
- 2017 – New Gameplay – Nam June Paik Art Center, Jinsuk Suh ISBN 978-89-971283-3-4
- 2016 - Update 6, New Technological Art Award. Exposição internacional ISBN 9789492321473
- 2016 - Festival Images Vevey 2016 ISBN 9782970081777
- 2015 - Poetics and Politics of Data, HeK, S. Himmelsbach, C. Mareis, ISBN 978-3-85616-681-6
- 2015 - 18th Japan Media Arts Festival, Award-winning Works, Tóquio
- 2014 - Inauguration, National Museum of Modern and Contemporary Art, Seul ISBN 978-89-6303-069-2
- 2013 - Digital Art Conservation, Conservação de Arte Digital: Teoria e Prática, Bernhard Serexhe ISBN 978-3-7091-1467-4